# Fed Cup 2009 Zona Euro-Africana Group II - Pool A
Il Gruppo A della zona Euro-Africana Group II nella Fed Cup 2009 è uno dei 2 gruppi in cui è suddiviso il Group II della zona Euro-Africana. Tre squadre si sono scontrate in un girone all'italiana.
|   | Pool A           | Lettonia | Portogallo | Marocco |
| 1 | Lettonia (2-0)   |          | 2-1        | 3-0     |
| 2 | Portogallo (1-1) | 1-2      |            | 3-0     |
| 3 | Marocco (0-2)    | 0-3      | 0-3        |         |

## Marocco vs. Portogallo
| Marocco 0 | Attaleya Shine Tennis Club, Antalia, Turchia 22 aprile 2009 cemento | Attaleya Shine Tennis Club, Antalia, Turchia 22 aprile 2009 cemento | Portogallo 3 |     |   |  |
| \| \| \| \| 1 \| 2 \| 3 \| \| \| - \| \| --------------------------------------------------------------- \| --- \| --- \| - \| \| \| 1 \| \| Nadia Lalami Neuza Silva \| 0 6 \| 1 6 \| \| \| \| 2 \| \| Fatima El Allami Michelle Larcher De Brito \| 4 6 \| 5 7 \| \| \| \| 3 \| \| Fatima El Allami / Nadia Lalami Frederica Piedade / Neuza Silva \| 0 6 \| 1 6 \| \| \| |                                                                     |                                                                     |              |     |   |  |
| |                                                                     |                                                                     | 1            | 2   | 3 |  |
| 1 | Marocco (bandiera) · Portogallo (bandiera)                          | Nadia Lalami Neuza Silva                                            | 0 6          | 1 6 |   |  |
| 2 | Marocco (bandiera) · Portogallo (bandiera)                          | Fatima El Allami Michelle Larcher De Brito                          | 4 6          | 5 7 |   |  |
| 3 | Marocco (bandiera) · Portogallo (bandiera)                          | Fatima El Allami / Nadia Lalami Frederica Piedade / Neuza Silva     | 0 6          | 1 6 |   |  |

## Marocco vs. Lettonia
| Marocco 1 | Attaleya Shine Tennis Club, Antalia, Turchia 23 aprile 2009 cemento | Attaleya Shine Tennis Club, Antalia, Turchia 23 aprile 2009 cemento | Lettonia 2 |     |     |  |
| \| \| \| \| 1 \| 2 \| 3 \| \| \| - \| \| ------------------------------------------------------------------- \| --- \| --- \| --- \| \| \| 1 \| \| Nadia Lalami Irina Kuzmina \| 6 3 \| 4 6 \| 2 6 \| \| \| 2 \| \| Fatima El Allami Anastasija Sevastova \| 3 6 \| 0 6 \| \| \| \| 3 \| \| Lina Bennani / Habiba Ifrakh Līga Dekmeijere / Anastasija Sevastova \| 1 6 \| 2 6 \| \| \| |                                                                     |                                                                     |            |     |     |  |
| |                                                                     |                                                                     | 1          | 2   | 3   |  |
| 1 | Marocco (bandiera) · Lettonia (bandiera)                            | Nadia Lalami Irina Kuzmina                                          | 6 3        | 4 6 | 2 6 |  |
| 2 | Marocco (bandiera) · Lettonia (bandiera)                            | Fatima El Allami Anastasija Sevastova                               | 3 6        | 0 6 |     |  |
| 3 | Marocco (bandiera) · Lettonia (bandiera)                            | Lina Bennani / Habiba Ifrakh Līga Dekmeijere / Anastasija Sevastova | 1 6        | 2 6 |     |  |

## Lettonia vs. Portogallo
| Lettonia 2 | Attaleya Shine Tennis Club, Antalia, Turchia 24 aprile 2009 cemento | Attaleya Shine Tennis Club, Antalia, Turchia 24 aprile 2009 cemento    | Portogallo 1 |     |   |  |
| \| \| \| \| 1 \| 2 \| 3 \| \| \| - \| \| ---------------------------------------------------------------------- \| --- \| --- \| - \| \| \| 1 \| \| Irina Kuzmina Neuza Silva \| 2 6 \| 1 6 \| \| \| \| 2 \| \| Anastasija Sevastova Michelle Larcher De Brito \| 6 2 \| 6 3 \| \| \| \| 3 \| \| Līga Dekmeijere / Anastasija Sevastova Frederica Piedade / Neuza Silva \| 6 1 \| 6 1 \| \| \| |                                                                     |                                                                        |              |     |   |  |
| |                                                                     |                                                                        | 1            | 2   | 3 |  |
| 1 | Lettonia (bandiera) · Portogallo (bandiera)                         | Irina Kuzmina Neuza Silva                                              | 2 6          | 1 6 |   |  |
| 2 | Lettonia (bandiera) · Portogallo (bandiera)                         | Anastasija Sevastova Michelle Larcher De Brito                         | 6 2          | 6 3 |   |  |
| 3 | Lettonia (bandiera) · Portogallo (bandiera)                         | Līga Dekmeijere / Anastasija Sevastova Frederica Piedade / Neuza Silva | 6 1          | 6 1 |   |  |